# Agatonisi
Agatonisi (en griego: Αγαθονήσι; en turco: Eşek Adası; en italiano: Gaidaro; su nombre significaría isla de espinas (del griego Αγκαθι pronunciado Anghathi= espina)) es una pequeña isla griega, ubicada en el punto más septentrional de la periferia del Dodecaneso en Grecia, y rodeada de muchas islas más pequeñas. En Agatonisi se encuentran tres pueblos: en la costa, Μεγάλο Χωριό (esto es, Megalo Jorió o Pueblo Grande); en el interior, Μικρό Χωριό (es decir, Mikró Jorió o Pueblo Pequeño); y, por último, Άγιος Γεώργιος (Ayios Georgios o San Jorge). El único puerto de la isla es el de Agios Georgios (San Jorge), situado entre ambas localidades, que posee algunos hoteles y restaurantes. La isla también es conocida localmente como Gaidaro (burro), o por su antiguo nombre Tragea.
Administrativamente, Agatonisi es también un municipio de la unidad periférica de Kálimnos de la periferia de Egeo Meridional.

## Disputa

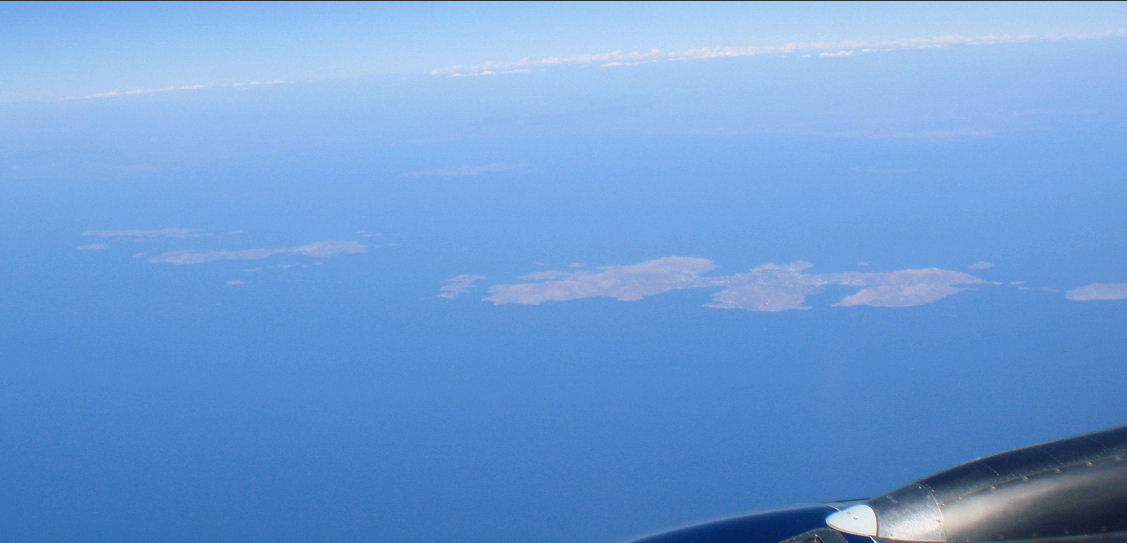
Frente Arkou Lipsii Leros Pask Agathonisi Farmakonisi Costa de Turquía.

Está situada junto a la isla de Farmakonisi, cuya soberanía recientemente se presentó como tema de disputa por la parte de Turquía. Es importante reconocer que la isla esta cubierta por los tratados entre Grecia y Italia sobre el Dodecaneso (Tratado de París 1947)) , y el anterior acuerdo ente Italia y Turquía de 1932, que aclaraba que el término territorial de Turquía pasa el este de estas islas.

## Geografía

### Ubicación geográfica
Con 13,4 km² la isla de Agatonisi se encuentra en el este del mar Egeo, a unos 18 km al oeste de la costa de Asia Menor. Las islas más cercanas están a unos 20 km, al norte Samos, Arkoi a 19 kilómetros al oeste y Lipsi a 22 kilómetros al suroeste.
La extensión en la dirección este-oeste es de 7,5 km, el ancho máximo se encuentra en dirección norte-sur en 3,4 km, el punto más estrecho es de 1.6 km. La costa está muy ordenada, con la excepción de la costa noroeste, con numerosas bahías. Las bahías más grandes se encuentran en la costa sur, en el oeste Ormos Chochlia (Όρμος Χοχλιά), en medio de la isla el profundo puerto interior de Ormos Agios Georgios (Όρμος Αγίου Γεοργίου) y en el este la también profunda bahía Ormos Poros (Όρμος Πόρος).
La isla está formada casi completamente de calizas estratificadas subcristalinas. Aparte de los acantilados de roca casi verticales en la costa noroeste el relieve es suave. Siguiendo la orientación longitudinal de las elevaciones de la isla hay en el interior una cadena de colinas continua con el Kastro (Κάστρο) en el este sobre el Kleftos (Κλεφτός) hasta el punto más alto el Dendra (Δένδρα) con 209 m en el oeste. El Styfi (Στυφή) en el suroeste alcanza 208 m.
Al norte de la costa este y en el sentido de las agujas del reloj están las islas deshabitadas de Pitta, Strongyli, Praso, Neronisi, Katsaganaki y Katsagani, aguas arriba de la costa sur y a 1,8 km está la isla de Kounelonisi. La profundidad del mar entre Agatonisi y Kounelonisi es de 81 m, en las otras islas no pasa de 50 m.

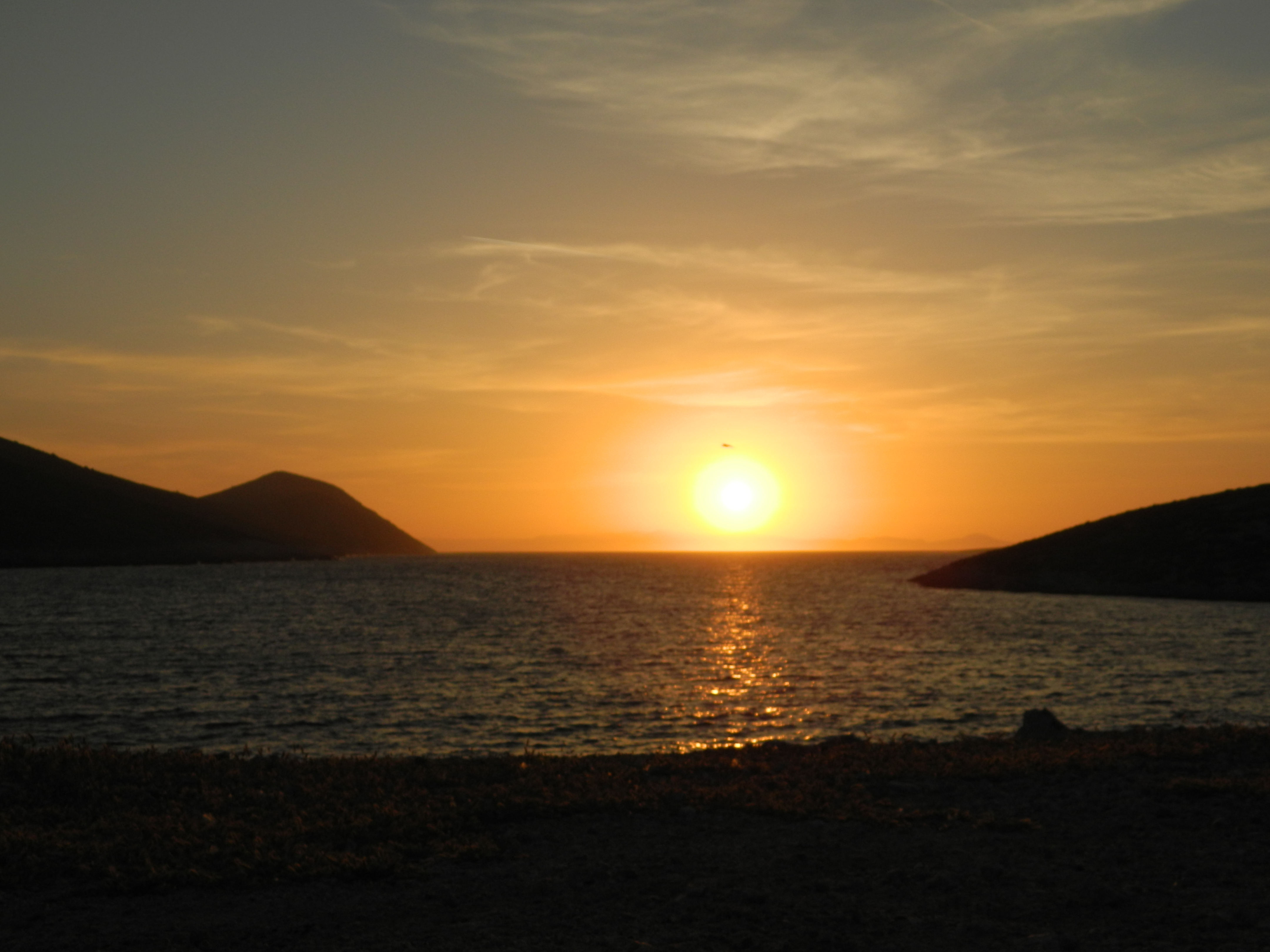
Atardecer en Agatonisi

### Naturaleza
La garriga y la maquia dominan el paisaje en Agatonisi. Hay vegetación dispersa de algarrobos y algunos olivos e higueras. Arbustos en forma de Bonsái indican un problema de transferencia causado por una población de cabras considerable.
Se han registrado en Agatonisi cinco especies de reptiles. Además de la Salamanquesa rosada (Hemidactylus turcicus), el Gecko de Kotschyi (Mediodactylus kotschyi) y el Stellagama (Laudakia stellio) está el lagarto de ojo de serpiente (Ophisops elegans) así como la serpiente del Caspio (Coluber caspius).

## Historia
En la antigüedad, Agatonisi era conocida como Psetoussa (en griego: Ψετούσσα). El historiador Tucídides también se refirió a ella como Tragaia (en griego: Τραγαία), mientras que Estrabón como Tragaiae y Plutarco como Tragia.
El primer asentamiento es del tercer milenio a.E. demostrado por las excavaciones arqueológicas del 2006-2010 en Kastraki. En la Edad Media Agatonisi era un bastión de los piratas. Desde el siglo XIX la isla se pobló más por la cercanía de Patmos.
En el siglo XX el islote (dependiente de Patmos) fue ocupado en 1912 por el Reino de Italia durante la guerra ítalo-turca dándole el nombre de Gaidaro. Después de ser parte de las islas italianas del Egeo (de las cuales era el islote más septentrional), fue cedido a Grecia en 1947.

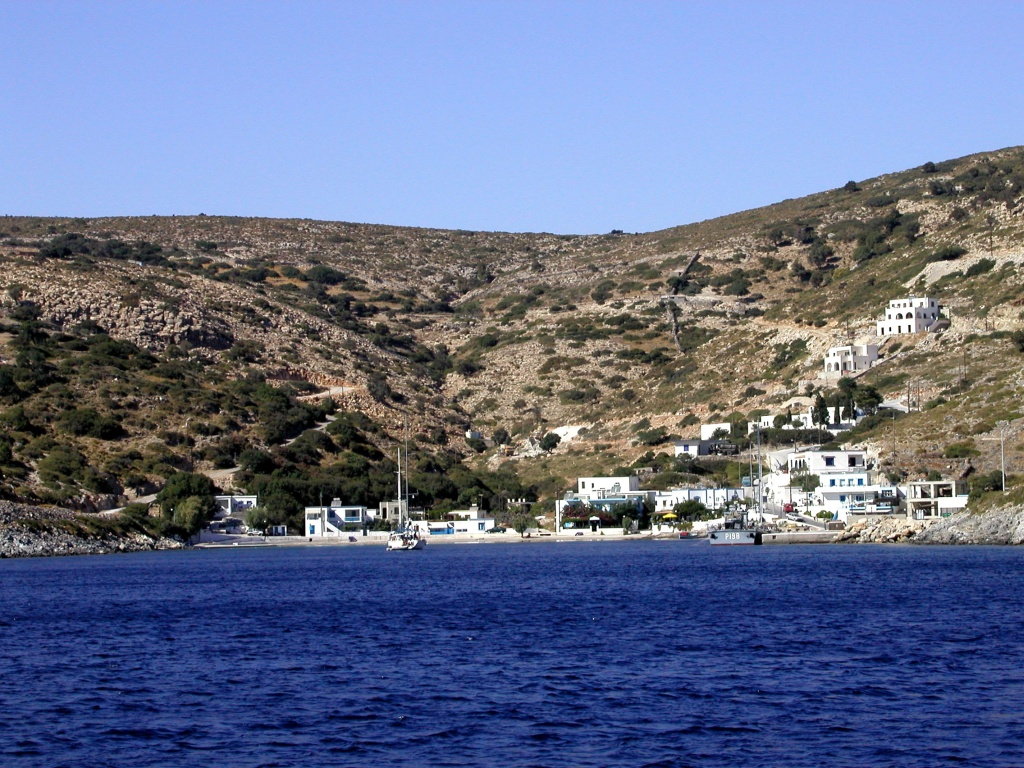
Puerto de Agatonisi

## Comunidad
A diferencia de muchas comunidades griegas que fueron establecidas por la reforma administrativa de 2010, el municipio de Agatonisi existe desde 1954 momento en que se escindió con las islas de los alrededores como una parroquia independiente del municipio de Patmos.
Los lugares habitados son Megalo Chorio (Pueblo Grande, también Megalo Agathonisi), Mikro Chorio (Pueblo Pequeño, también Micro Agathonisi), no son visibles desde el mar por encima de la bahía del puerto de Ormos Agios Georgios. Además, existe el puerto de Agios Georgios (Άγιος Γεώργιος) y en el noreste está la aldea de Katholiko (Καθολικό), deshabitada desde la década de 1960.
Un censo de la isla en 1981 mostró que estaba habitada por 133 personas. En 1991, otro censo mostró que la población había caído a 112. En el censo de 2001 había vuelto a aumentar a 158 residentes, 144 de los cuales vivían en Megalo Chorio, y sólo 14 en Mikro Chorio. Entre esta población pocos hablan inglés, uno o dos hablan alemán o italiano. La Comunidad de Agatonisi, incluye los islotes deshabitados mar adentro de Gláros, Kounéli, Nerá y Psathonísio, tiene una superficie combinada de 14,5 km².
Población de Agatonisi
| Nombre                 | Nombre en griego       | 1947 | 1951 | 1961 | 1971 | 1981 | 1991 | 2001 | 2011 |
| ---------------------- | ---------------------- | ---- | ---- | ---- | ---- | ---- | ---- | ---- | ---- |
| Megalo Chorio          | Μεγάλο Χωριό           | s.d. | s.d. | 149  | 129  | 106  | 92   | 144  | 168  |
| Mikro Chorio           | Μικρό Χωριό            | s.d. | s.d. | 40   | 31   | 27   | 20   | 14   | 17   |
| Comunidad de Agatonisi | Comunidad de Agatonisi | 193  | 196  | 189  | 160  | 133  | 112  | 158  | 185  |

## Economía y transporte
La población vive de la agricultura (en declive), la pesca (en la actualidad hay dos piscifactorías) y el turismo que es cada vez más importante.
Los ferries son irregulares. Solo una pequeña parte de la escasa red vial está pavimentada. El aeropuerto más cercano es el de Samos que lo enlaza con el tráfico aéreo nacional e internacional. Al noreste de Megalo Chorio hay un helipuerto para emergencias.